# Daegu Samsung Lions Park
O Daegu Samsung Lions Park é um estádio de beisebol localizado em Daegu, na Coreia do Sul, foi inaugurado em 2016 em substituição ao Daegu Baseball Stadium, tem capacidade para 24.000 espectadores, é a casa do time Samsung Lions da KBO League.